# Logiken der Macht: Politik und wie man sie beherrscht

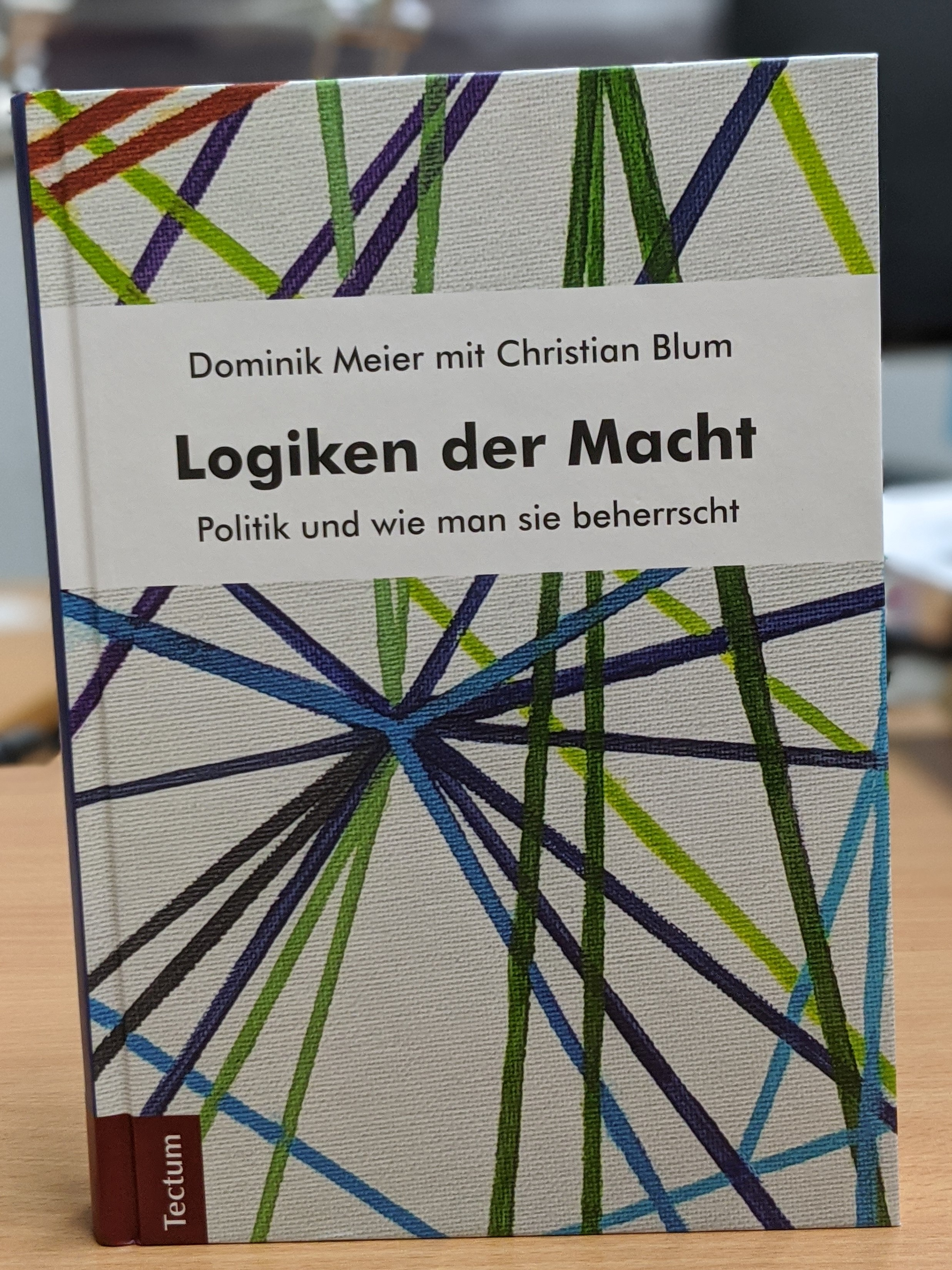
Buchcover „Logiken der Macht“

Logiken der Macht: Politik und wie man sie beherrscht ist der Titel eines 2018 im Tectum Wissenschaftsverlag (englische Übersetzung 2019 unter dem Titel Power and its logic bei Transcript in Kooperation mit Columbia University Press) erschienenen Handbuchs von Dominik Meier und Christian Blum, das das Themenfeld der Macht anhand von drei Leitfragen analysiert: Erstens: Was ist das Wesen der Macht? Zweitens: Was sind ihre Erscheinungsformen und Felder? Und drittens: Wie wird Macht in der politischen Praxis ausgeübt und legitimiert?
In ihrer Analyse verbinden die Autoren Praxiskenntnisse aus dem Bereich der Public Affairs mit Befunden der Politologie, Soziologie, Historiografie und Philosophie. Ausgangspunkt der Untersuchung ist eine von den Autoren diagnostizierte gesellschaftliche Tabuisierung von Macht. Dieser stellen Meier und Blum ihren eigenen wertneutralen Themenzugriff entgegen. Das erklärte Ziel des Handbuchs ist, das praktische und theoretische Verstehen von Macht durch einen vorurteilsfreien Diskurs zwischen Politik, Wirtschaft, Wissenschaft, Zivilgesellschaft und Religion zu fördern und Entscheidungsträger zum effektiven und verantwortungsvollen Machtgebrauch zu befähigen.

## Inhalt

### Kapitel 1: Das Wesen der Macht
Im ersten Kapitel fokussieren Meier und Blum den Erkenntnisgegenstand Macht definitorisch. In Auseinandersetzung mit westlichen Theoretikern wie Max Weber, Heinrich Popitz und Michel Foucault sowie den fernöstlichen Denkschulen des Daoismus und Konfuzianismus und der politischen Lehre des Islams entwickeln sie eine pragmatische Begriffsbestimmung von Macht als doppelter Potenzialität: Macht ist demnach das potenzielle Vermögen von Personen und Organisationen einen potenziellen Widerstand durch andere Akteure zu überwinden. Ausgehend von dieser Definition, untersuchen sie, ob das Phänomen der Macht Gesetzmäßigkeiten folgt, die für alle Epochen und Kulturen gelten; dies sind die titelgebenden Logiken der Macht. Das Ergebnis ist ein Katalog universeller Prinzipien. Zu diesen zählen unter anderem moralische Neutralität (Macht sui generis ist weder gut noch schlecht, sondern erhält ihre moralische Valenz nur kontextuell), Omnipräsenz (Macht kann in jedem Aspekt unserer Existenz zutage treten, es gibt keine herrschaftsfreien Räume) und Machbarkeit (Machtordnungen sind nicht naturgegeben und stehen daher unter Rechtfertigungsdruck anders und besser gemacht zu werden). Zentrale Schlussfolgerung des ersten Kapitels ist, dass Macht einen wichtigen und vor allem irreduziblen Teil der menschlichen Existenz ausmacht. Daher, so Meier und Blum, stelle sich die Frage, wie Menschen Macht in den verschiedenen Gesellschaftsbereichen legitim und erfolgreich einsetzen können.

### Kapitel 2: Die Konkretionen der Macht
Das zweite Kapitel analysiert daher die Manifestationsformen, sozialen Felder und Ressourcen von Macht. Angelehnt an Popitz Monografie Phänomene der Macht (1986), klassifizieren Meier und Blum vier Grundformen: gewaltbasierte Aktionsmacht, auf Drohungen und Versprechen beruhende instrumentelle Macht, technologische Macht und auf persönlicher Reputation und Vorbildcharakter fußende autoritative Macht. Diese Formen werden in Hinblick auf drei zentrale Gesellschaftsfelder konkretisiert: Religion, Wirtschaft und Politik. Für Meier und Blum sind diese Felder einerseits Arenen des internen Machtkampfes und andererseits Konkurrenten im Kampf um gesamtgesellschaftlichen Einfluss. Ein Sonderstatus kommt dem politischen Feld zu, insofern es durch seine institutionelle Struktur und kollektiv verbindliche Normen in alle Aspekte gemeinschaftlichen Lebens hineinwirkt. Entsprechend richtet sich der Schwerpunkt der Untersuchung auf die Legitimationsbedingungen und Ressourcen bzw. Voraussetzungen politischer Macht. Die Legitimitätsfrage wird unter Rekurs auf das Gemeinwohl beantwortet, welches Meier und Blum als Integral aus demokratisch aggregierten Präferenzen und objektiven, ethischen Rahmenbedingungen definieren. Die Ressourcenfrage führt zu einem systematischen Schlüsselteil der Monografie, der Trias von Herrschaftskompetenz, Herrschaftswissen und Herrschaftsinstrumenten. Herrschaftskompetenz wird unter Rückgriff auf das aristotelische Konzept der téchne als praktisch-habituelle Beherrschung des politischen Handwerks bestimmt. Das Herrschaftswissen macht demgegenüber die Komponente der epistémé aus, d. h. die Kenntnisse über Strategieentwicklung, normative und narrative Herrschaftsbegründung sowie Verwaltungstechnik. Der Begriff der Herrschaftsinstrumente umfasst abschließend die technologischen und sozialen Instrumente des politischen Machtkampfs: Waffen, Überwachungs- und Kommunikationstechnologie, Polizei, Geheimdienste, Parteien etc. Zentrale Schlussfolgerung des zweiten Kapitels ist, dass die Beherrschung dieser drei Typen politischer Machtressourcen so mental und körperlich herausfordernd ist, dass sie nicht im Alleingang zu bewältigen ist. Aus dieser Problemstellung entsteht nach Meier und Blum mit ideengeschichtlicher Notwendigkeit die Figur des politischen Beraters, des homo consultans, welcher den Akteuren im Machtkampf unterstützend zur Seite tritt, ohne selbst nach Macht zu streben.

### Kapitel 3: Die Praxis der Macht
Das dritte und letzte Kapitel führt in Form eines praxisorientierten Curriculums die Grundlagen und Instrumente politischer Machtberatung für die verschiedenen Akteure der politischen Arena – Volksvertreter und Parteien, Unternehmen, zivilgesellschaftliche Organisationen, Verbände etc. – aus. Im Zentrum steht der Power-Leadership-Ansatz und seine drei Komponenten: Befähigen, Verdichten und Gestalten. Diese umfassen die zentralen Instrumente der Kompetenzvermittlung durch politisches Coaching und Training sowie die Werkzeuge der digitalen Informationsbeschaffung, -systematisierung und -evaluation und schließlich die konkrete Politikgestaltung durch Kommunikation mit gesellschaftlichen Interessengruppen und Entscheidungsträgern. Ausgehend von neu eingeführten Modellen wie dem „Macht-Schach-Modell“ und dem „Vier-Phasen-Modell“, werden Techniken wie die Netzwerkanalyse, die SWOT-Matrix und das Stakeholder-Mapping erläutert und im Verwendungskontext der politisch-strategischen Machtberatung neu verortet. Meier und Blum argumentieren abschließend dafür, dass der politische Machtkampf im 21. Jahrhundert die Phänomene inter- und supranationaler Vernetzung mitreflektieren muss. Daher optieren sie für eine Disziplin der Global Governmental Relations, um die Herausforderungen und Chancen der Globalisierung mit einem kultursensitiven, auf nationaler Arbeitsteilung basierenden und zentral koordinierten Beratungsansatz zu adressieren.

## Rezensionen
Die Logiken der Macht erfuhren sowohl in der überregionalen Presse als auch in wissenschaftlichen Journalen und Fachmedien überwiegend eine sehr positive Resonanz. So stuft Thomas Siegmund im Handelsblatt das Buch als „neues Standardwerk der Politikberatung“ ein und hebt den reichen Erfahrungsschatz der Autoren hervor, der sich in einem klaren Verständnis für die unterschiedlichen Machtlogiken von Politik und Wirtschaft niederschlage. Zahlreiche Rezensenten sehen vor allem die Anschaulichkeit des Buches, seine klare Sprache und die Entwicklung konkreter Lösungsvorschläge für politische Herausforderungen als Stärken des Buches an. Isabell Trommer von der Frankfurter Allgemeinen Zeitung gesteht Meier und Blum zwar ebenfalls zu, dass sie einen klaren strukturierten und gut geschriebenen Text vorgelegt haben, kritisiert jedoch das systematische Auseinanderklaffen von Theorie und Praxis. Der Politologe Johannes Varwick erblickte hingegen in der „Verknüpfung von konzeptionellen Überlegungen mit konkreten Ratschlägen für alle, die im Politik(beratungs)geschäft mitspielen wollen“, die Stärke des Buches.